# Ard Posthuma
Ard Posthuma (* 1942 in Haarlem) ist ein niederländischer literarischer Übersetzer.

## Leben
Ard Posthuma studierte Germanistik, Anglistik und Philosophie an den Universitäten in Lausanne, München und Basel. Er war Lektor an der Universität Basel und lehrte Deutsch an der NHL Hogeschool in Groningen.
Seit 1989 übersetzt er – vorwiegend Lyrik – aus dem Niederländischen und Westfriesischen ins Deutsche sowie deutschsprachige Autoren ins Niederländische.
Posthuma hielt sich mit einem Stipendium des Berliner Künstlerprogramms des DAAD ein Jahr in Berlin auf und mit einem Calwer Hermann-Hesse-Stipendium drei Monate in Calw.

## Übersetzungen ins Deutsche
- Gerrit Achterberg: Anti-materie, ’s-Gravenhage 2013
- Remco Campert: Over en weer, Münster 2005
- Friesische Literatur heute, Ljouwert 1993 (übersetzt zusammen mit Annette Löffelholz)
- Hendrik de Vries, der niederländische Kubin, "Das im wachenden Traum Gesehene", Linz 1997 (übersetzt zusammen mit Ingeborg Koops-Stange)
- Rozalie Hirs: Ein Tag, Berlin 2014 (übersetzt zusammen mit Rozalie Hirs)
- Gerrit Kouwenaar: Drie jonkvrouwen weergekeerd, Utrecht 1993
- Gerrit Kouwenaar: Een geur van verbrande veren, Münster 1996
- Lijnen, Groningen 2009
- Martinus Nijhoff: Die Stunde X, Frankfurt am Main 1989
- Leonard Nolens: Geboortebewijs, Münster 1997
- Leonard Nolens: Negen slapeloze gedichten, Gent 2007
- Leonard Nolens: Soeverein, Utrecht 1993
- Cees Nooteboom: Gedichte, Frankfurt am Main 1992
- Cees Nooteboom: Het gezicht van het oog, Münster 1991
- Cees Nooteboom: Licht überall, Berlin 2013
- Cees Nooteboom: Das Rätsel des Lichts, München 2009 (übersetzt zusammen mit Helga van Beuningen)
- Cees Nooteboom: De slapende goden, Gent 2005
- Cees Nooteboom: So könnte es sein, Frankfurt am Main 2001
- Obe Postma: Fryslân! De wrâld!, Tübingen 1998
- Jan Jacob Slauerhoff: Christus in Guadalajara, Frankfurt am Main 1998
- Voetschrift van verleiding, Groningen 2007

## Übersetzungen ins Niederländische
- Chrétien de Troyes: De graal, Amsterdam 2006
- Johann Wolfgang von Goethe: Faust – oerversie, Amsterdam 2003
- Johann Wolfgang von Goethe: Faust, Amsterdam 2008
- Johann Wolfgang von Goethe: De kat van Aboe Hoeraira, Rotterdam 2013
- Carl Arnold Kortum: De Jobsiade, Groningen 2007
- Christian Kracht: Imperium, Amsterdam 2014
- Hans Küng: De Katholieke Kerk, Amsterdam 2003
- Het lied van Roland, Groningen 1990
- Ruth Maier: Het leven kon zo mooi zijn, Amsterdam 2010 (übersetzt zusammen mit Annemarie Smit und Hedzer Reitsma)
- Jürgen Nendza: Vlieggeluid, Weilerswist 2008
- Wilhelm Raabe: Oliebol, Amsterdam [u. a.] 2007
- Willem die Madocke maecte: Reynaert de Vos, Amsterdam 2008
- Ingo Schulze: Adam en Evelyn, Amsterdam 2009
- Ingo Schulze: Nieuwe levens, Amsterdam 2007 (übersetzt zusammen mit Gerda Meijerink)
- Ingo Schulze: Nul-zes, Amsterdam 2008
- Ingo Schulze: Sinaasappels en engelen, Amsterdam 2011